# جيم ويلسون (سياسي كندي)
جيم ويلسون هو سياسي كندي، ولد في 4 أبريل 1963 في كندا. حزبياً، نشط في حزب أونتاريو المحافظ التقدمي. وقد انتخب عضو برلمان مقاطعة أونتاريو عن دائرة Simcoe—Grey (provincial electoral district) ‏ خلال فترته النيابية ‏ (11 يوليو 2018 – ).

## وصلات خارجية
- الموقع الرسمي